# Freya frontalis
Freya frontalis là một loài nhện trong họ Salticidae.
Loài này thuộc chi Freya. Freya frontalis được Richard C. Banks miêu tả năm 1929.